# Catálogo de Tonantzintla
El Catálogo de Tonantzintla es una lista de estrellas publicada en el Boletín de los Observatorios Tonantzintla y Tacubaya de México.

## Contenido
Tonantzintla 1. También conocido como Pismis 25. Fue descubierto por James Dunlop en 1826. Paris Pismis registró Tonantzintla 1 (Ton 1) en (Pismis, 1959)
Tonantzintla 2-24. Descubierto por Paris Pismis en 1959
Tonantzintla 117. Del catálogo K.G. Malmiquis, 1936 
Tonantzintla 185. Registrada por W J Luyten y F. D. Miller 
Tonantzintla 193. Registrada por W. J. Luyten
Tonantzintla 577. Registrada por W. J. Luyten, 1955
Tonantzintla 618. Registrada por Braulio Iriarte y Enrique Chavira, 1957